# 레미 고미스
레미 고미스(Rémi Gomis, 1984년 2월 14일, 베르사유 ~)는 세네갈의 전 축구 선수로, 과거 미드필더로 활약했다.